# Закон сукцесійного уповільнення
Закон  сукцесійного уповільнення — у зрілих рівноважних системах, які перебувають в стійкому стані, як правило, всі процеси виявляють тенденцію до уповільнення. Звідси безперспективність спроб «квапити» природу при господарських заходах без виведення її систем з рівноважного стану.
Наприклад, акліматизація нового виду дає ефект на початковій фазі, особливо при сприятливій для виду антропогенній зміні природи, але згодом  популяційний вибух згасає, відбувається саморегуляція на рівні  екосистеми, і, якщо вид не стає масовим шкідником, то його господарське значення різко знижується. Будь-який вид  меліорації спочатку дає збільшення продукції, але згодом приріст скорочується, і продукція стабілізується на деякому рівні.
При здійсненні жорстких природовикористовуючих акцій, коли природні системи виводяться з рівноваги, а потім прагнуть до неї, слід враховувати поступове падіння  біологічної продуктивності та господарської продуктивності угідь в ході формування нової рівноваги. Це особливо актуально в тих випадках, коли встановлюється рівновага, небажана для  економіки. Наприклад, стійким станом може виявитися максимальна засоленість полів при їх  зрошенні. Разом з тим подальше осолонення понад якийсь поріг буде йти повільніше, ніж на перших етапах, якщо не привносиметься додаткова для даної екосистеми вода.

## Ресурси Інтернету
- Закон снижения энергетической эффективности природользования
- Труд человека и его отношение к распределению энергии [Архівовано 10 травня 2012 у Wayback Machine.] М.: Белые Альвы, 2005, ISBN 5-7619-0194-3
- Теоремы экологии [Архівовано 20 липня 2014 у Wayback Machine.]
- Розенберг Г. С. О структуре учения о биосфере
- Дедю И. И. Экологический энциклопедический словарь. — Кишинев, 1989 [Архівовано 1 лютого 2012 у Wayback Machine.]
- Англо-русский биологический словарь (online версия) [Архівовано 19 липня 2017 у Wayback Machine.]
- Англо-русский научный словарь (online версия) [Архівовано 28 лютого 2015 у Wayback Machine.]